# Decade: Greatest Hits
Decade: Greatest Hits, samlingsalbum med den brittiska gruppen Duran Duran utgivet 1989. Den innehåller gruppens största hits från 1980-talet i kronologisk ordning. För att marknadsföra albumet gavs det även ut en singel, Burning the Ground, som var ett ihopmixat medley av gruppens hits.

## Låtlista
1. Planet Earth
2. Girls on Film
3. Hungry Like the Wolf
4. Rio
5. Save a Prayer
6. Is There Something I Should Know?
7. Union of the Snake
8. The Reflex
9. The Wild Boys
10. A View to a Kill
11. Notorious
12. Skin Trade
13. I Don’t Want Your Love
14. All She Wants Is